# Jokijärvi (sjö i Norra Österbotten, lat 65,50, long 28,63)
Jokijärvi är en sjö i Finland. Den ligger i kommunen Taivalkoski i landskapet Norra Österbotten, i den nordöstra delen av landet, 600 km norr om huvudstaden Helsingfors. Jokijärvi ligger 223,7 meter över havet. Arean är 6,38 kvadratkilometer och strandlinjen är 39,19 kilometer lång. Sjön  ingår i Ijo älvs huvudavrinningsområde. 